# Camponotus elysii
Camponotus elysii é uma espécie de inseto do gênero Camponotus, pertencente à família Formicidae.